# FK Austria/ASV Puch
ESV Austria Graz ist ein österreichischer Fußballverein aus der steirischen Landeshauptstadt Graz. Seit 2004 tritt er nach einer Fusion mit dem ASV Puch – der ehemaligen Werksmannschaft der Puch-Werke – als FK Austria-ASV Puch auf und spielt derzeit in der achtklassigen 1. Klasse Mitte A.

## Geschichte
Der ESV Austria Graz wurde bereits 1921 unter dem Namen SC Südbahn Graz ins Leben gerufen und trat bald nach seiner Gründung dem Steirischen Fußballverband bei. 1925 spielte Südbahn erstmals in der steirischen Landesliga und nahm ab 1931 regelmäßig an der landeshöchsten Liga teil. Der Klub konnte sich dabei meist im Mittelfeld platzieren und stets die Klasse halten. Während des Zweiten Weltkriegs musste Südbahn als Eisenbahnerverein den Namen Reichsbahn Graz tragen und konnte in dieser Zeit 1943/44 erstmals die Steirische Landesmeisterschaft gewinnen.
Nach dem Zweiten Weltkrieg kam es zu einem Aufschwung bei dem nach Kriegsende als SV Südbahn Graz agierendem Verein. Per Generalversammlung wurde der Name 1949 in ESV Austria Graz geändert, welcher im März durch die Vereinsbehörde genehmigt wurde. Ein Beitritt der Reste des ehemaligen SC Austria Graz, der vor dem Krieg bis 1938 Ligagegner des SC Südbahn war und nach Kriegsende als einziger der damaligen steirischen Erstligisten nicht auf die Beine kam scheint naheliegend für diese Namensänderung. Der SC Austria konnte zwar seine Tennis- und Handballabteilung reaktivieren, allerdings scheiterten Bemühungen bei der Fußballabteilung. Eine Teilnahme am Meisterschaftsbetrieb gab es nach dem Krieg nicht mehr, wenngleich Freundschaftsspiele abgehalten wurden und Sitzungen stattfanden. Für eine Co-Existenz des SC Austria und des ESV Austria gibt es keine Belege.
Der nunmehrige ESV Austria verpasste nur knapp die Teilnahme am Bundesländer-Cup 1949, gegen Sturm hatte man im steirischen Cupfinale mit 2:2, 0:0, 2:2 und 2:4 gleich drei Entscheidungspartien erzwungen. 1950 ging man in den Profibetrieb über und verpasste allerdings die Relegation zur A-Liga, sodass man in die B-Liga kam. Stets unter den besten fünf qualifizierte sich die Grazer Austria 1955 als Zweiter für die Relegation zur A-Liga. Es war ein harter Kampf mit dem FC Dornbirn 1913, der nach einem 2:2 und 3:3 in ein Entscheidungsspiel auf neutralem Boden in Linz ging. Zwei Tore von Rumpf und Gergits machte den größten Triumph der Vereinsgeschichte perfekt, mit einem überraschend deutlichen 4:0 war die Grazer Austria in der A-Liga.
In der Saison 1955/56 erlebte der Eisenbahnerverein einen märchenhaften Traumstart in die höchste österreichische Liga. Gleich im ersten Duell stand das Derby gegen den GAK auf dem Programm, welches auswärts mit 2:1 gewonnen wurde. In der zweiten Runde kam es zum nächsten großen Derby gegen Sturm, das die Austria mit 1:0 für sich entscheiden konnte. Das erste Duell mit einem Wiener Klub, das 1:6 gegen den 1. Simmeringer SC, zeigte dem Benjamin der Liga erstmals die Grenzen auf. Der Klub hatte sich mit dem Abstiegskampf abzufinden. Vor dem letzten Spieltag stand man zwar noch auf dem rettenden 12. von 14 Plätzen, doch ein Gastspiel bei Rapid endete 0:7 und so blieb es bei einem einzigen Jahr in der höchsten österreichischen Liga.
Der Klub kam zurück in die B-Liga und nach deren Auflösung 1959 in die neue Regionalliga Mitte, die nun die zweite Spielklasse darstellte. Nach dem Abstieg 1962 in die Landesliga konnte die Grazer Austria nie mehr an frühere Erfolge anschließen, sondern fiel sukzessive zurück. Nach dem Abstieg aus der Gebietsliga Mitte 2006 spielte der Verein gar nur noch in der 1. Klasse Mitte, die Teil der achten österreichischen Spielstufe ist. In der Saison 2008/2009 gelang der Mannschaft der Aufstieg in die Gebietsliga Mitte.